# Euodynerus localis
Euodynerus localis är en stekelart som först beskrevs av Smith 1879.  Euodynerus localis ingår i släktet kamgetingar, och familjen Eumenidae. Inga underarter finns listade i Catalogue of Life.